# Anemia aplastica
L'anemia aplastica (o aplasia midollare) è una forma di pancitopenia; si parla di anemia aplastica quando non c'è più midollo osseo o quando ce n'è una quantità insufficiente per garantire l'emopoiesi. Quindi anche se la chiamiamo "anemia aplastica" , il problema non è solo la carenza di globuli rossi ma la carenza di tutte le cellule e elementi corpuscolati del sangue. La malattia riconosce varie cause e sviluppi patologici (noti solo in parte), trattate nel seguito.

## Eziologia
La malattia non ha una causa unica ed in realtà si può parlare di una rosa di malattie diverse in cui il passaggio tra una e l'altra è sfumato. Nel 50% dei colpiti infatti non si può arrivare a stabilire l'evento scatenante, che può essere genetico, ambientale e misto, perché la quantità di sostanze di sintesi a cui oggi siamo esposti inconsapevolmente è tale da non permetterci di prevedere la loro azione mielotossica su soggetti geneticamente predisposti.
In generale, si distinguono le anemie aplastiche genetiche da quelle acquisite, sia per quanto riguarda le pancitopenie sia per l’aplasia selettiva di globuli rossi. 
Nell’ambito delle aplasie genetiche sono note l’anemia di Fanconi (pancitopenia) e l’anemia di Blackfan-Diamond (eritroblastopenia). 
Nell’ambito delle aplasie acquisite, si conoscono tutta una serie di farmaci che possono avere effetti tossici sull'emopoiesi, primo tra tutti gli antibiotici cloramfenicolo e chinacrina, gli analgesici come il fenilbutazone e metamizolo, gli anticonvulsivanti come la Fenitoina ed il Trimetadione, gli antidiabetici come la tolbutamide e gli antireumatici come i sali d'oro e l'acido acetilsalicilico e la lista potrebbe essere ancora lunga dopo aver incluso gli antiblastici. La tossicità di questi farmaci di solito è dipendente dalla dose e l'anemia che ne deriva è transitoria e dipendente dalla dose assunta, altre volte la mielotossicità è idiosincrasica e si dimostra indipendente dalla concentrazione del farmaco nel sangue, come se avesse dato l'avvio a dei processi che si autosostengono.
L'anemia aplastica può sorgere anche come conseguenza diretta o indiretta dell'infezione da virus. Il 10% di casi risulta essersi sviluppato da 5 a 8 mesi dopo una epatite sia da virus B che da virus C. Nonostante gli sforzi non è stato possibile determinare l'agente eziologico causa dell'anemia.
Anche radiazioni ionizzanti e infiltrazioni metastatiche del midollo possono causare anemia aplastica.
Molto recentemente sono state identificate mutazioni a carico di componenti del complesso della telomerasi (TERC E TERT), l'enzima che svolge azione costruttiva e riparatrice sui telomeri. Queste strutture fungono da "cappuccio" terminale dei cromosomi e ne promuovono la stabilità. La loro lenta erosione è parzialmente responsabile dell'invecchiamento cui le cellule vanno incontro fisiologicamente. Si sospetta che le cellule midollari vadano incontro, in tal modo, ad un precocissimo invecchiamento che le uccide per morte cellulare programmata (apoptosi).

## Patogenesi
La patogenesi è mista e non sembra direttamente legata alle cause, si riconoscono tre principali modi per cui il midollo diventa insufficiente:
- Alterato potenziale di crescita e differenziamento delle cellule del comparto staminale.
- Alterato ambiente midollare, sia dal punto di vista chimico che dal punto di vista cellulare, come ad esempio una elevata percentuale di cellule staminali inefficienti in proliferazione o cellule della filiera linfoide proliferanti.
- In associazione al secondo punto e ad avvalorare la tesi autoimmune, si riscontrano nel fluido midollare trasmettitori ad azione inibitoria di origine immunitaria come l'interferone-γ e il TNF-α.

Come accennato in apertura non si può considerare univocamente una sola di queste patogenesi ma vanno considerate con peso variabile a seconda del paziente.

## Anatomia patologica

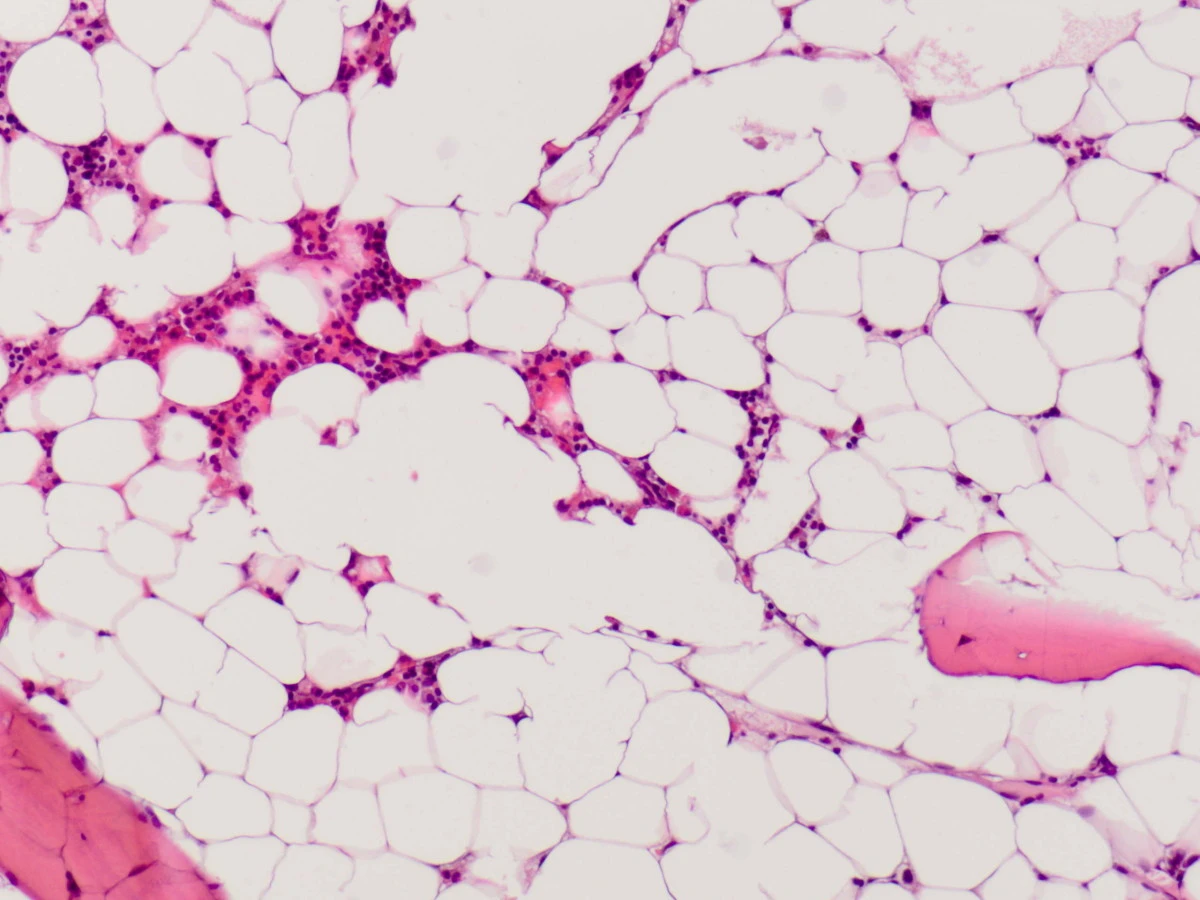
Midollo osseo ipocellulare con scarsa ematopoiesi e numerose cellule adipose

Sebbene sia già diagnostico il solo ago aspirato, le probabilità di punctio sicca è elevata data la ridotta cellularità midollare che si riscontra in questa malattia. L'esame definitivo è quindi la biopsia midollare che dimostra una cellularità ridotta fino al 30% e l'assenza consensuale di tutte le filiere ematopoietiche, si possono notare dei noduli iperplastici spesso eritroidi, e una presenza diffusa di cellule della linea linfoide insieme a linfociti maturi.

## Clinica

### Segni e sintomi
I sintomi si possono dividere in tre classi:
- Da mancanza di globuli rossi
  - Dai sintomi classici dell'anemia a necrosi focale caratteristica data l'assenza di granulociti
- Da mancanza di piastrine
  - Sono presenti tutti i segni di una alterazione della coagulazione quali petecchie, ecchimosi, ematomi
- Da mancanza di leucociti

A quest'ultima classe si possono attribuire gli effetti peggiori, in quanto il paziente si trova in uno stato di immunodeficienza complicata dalla pancitopenia, questo porta all'infezione opportunistica di molte specie batteriche e di alcuni funghi come il ceppo patogeno di Candida albicans che per via ematica infetta l'apparato respiratorio, dando gravi polmoniti.

### Esami di laboratorio
Si tratta di un'anemia normocromica lievemente macrocitica caratterizzata dalla riduzione di tutte le cellule del sangue e da una percentuale bassa di reticolociti <1% che indica una insufficienza rigenerativa della linea. È aumentata la ferritina ma sono diminuiti i suoi recettori sulle cellule e questo comporta un conseguente abbassamento della captazione del ferro che quindi ha un'alta concentrazione nel sangue (vedi in seguito).
Il valore delle piastrine e dei leucociti sono di molto abbassati e vi è inversione della formula leucocitaria e quindi spiccata neutropenia.

### Diagnosi differenziale
Va posta molta attenzione alla differenziazione da citopenie selettive e dalla anemia mieloftisica che tuttavia presenta anisopoichilocitosi e blasti circolanti, assenti nel nostro caso. Una difficile diagnosi differenziale si ha in caso di leucemie acute ipoplastiche e oligoblastiche che si differenziano per la presenza di blasti e per il fenotipo immunologico delle leucemie acute come l'espressione di CD10.

## Trattamento

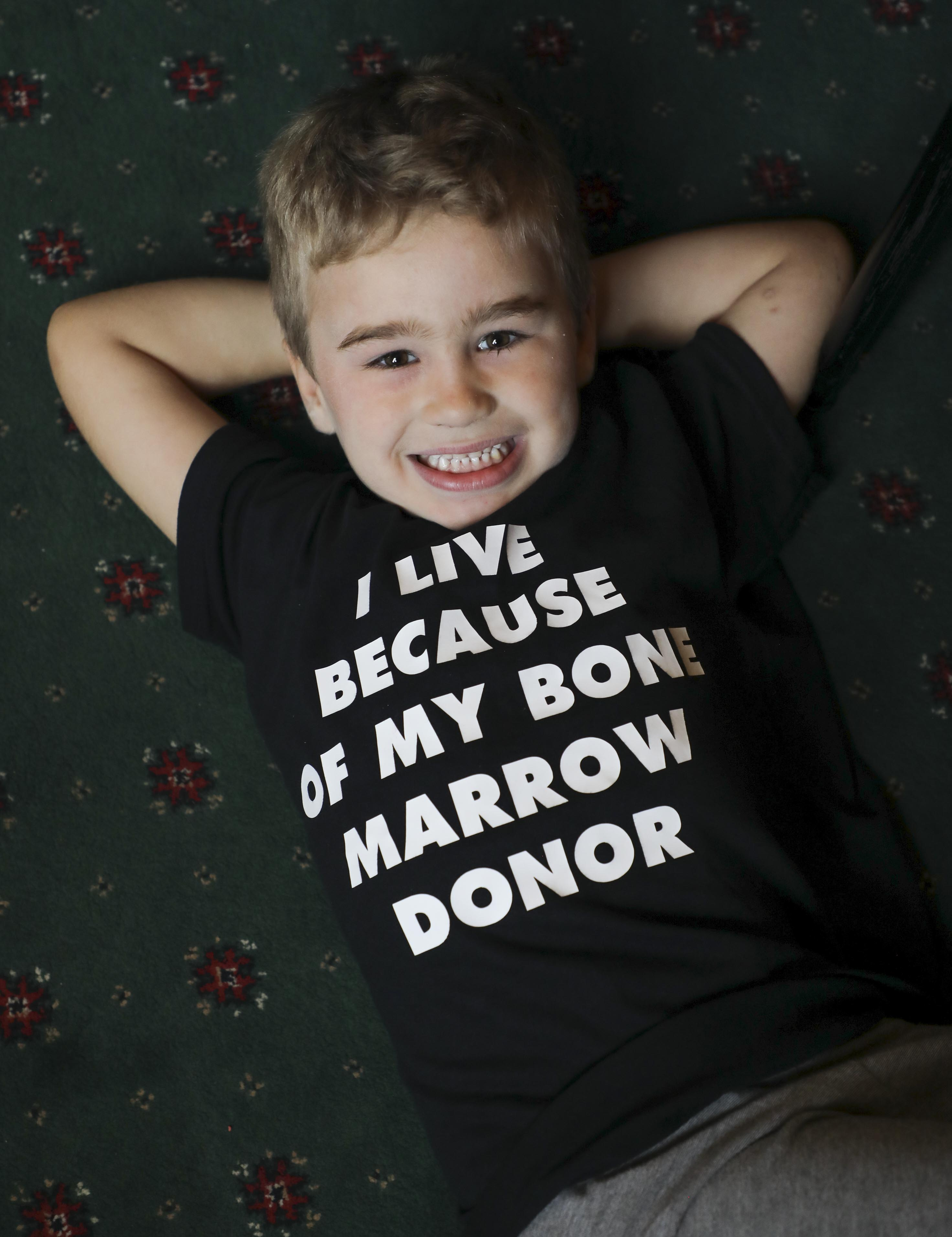
Bambino affetto da anemia aplastica in seguito a un trapianto midollare di successo

- Principalmente si attua una terapia di supporto con frequenti trasfusioni di sangue o di piastrine associata con l'infusione di eritropoietina o androgeni per stimolare la residua attività midollare.
- Un trattamento antibiotico si instaura contro i patogeni opportunisti.
- In un numero rilevante di casi, a supporto dell'ipotesi patogenetica autoimmune, ha successo una terapia immunosoppressiva mista con immunoglobuline antilinfocitarie e un immunosoppressore come la ciclosporina. Ultimamente è stato introdotto un anticorpo monoclonale verso l'antigene linfocitario CD52, chiamato alemtuzumab, che combinato alla ciclosporina ha allungato la sopravvivenza di una coorte di pazienti fino a due anni.

L'opzione del trapianto di midollo osseo allogenico, infine, è praticabile maggiormente in pazienti giovani.

### Prognosi e complicanze
La prognosi nella malattia non trattata è infausta: 50% di sopravvivenza a 3 mesi, 20% a 6 mesi. Fortunatamente l'interruzione del contatto col tossico o la terapia riescono a risolvere l'80-90% dei casi in via definitiva.
La complicanza più frequente è l'emocromatosi da trasfusione dovuto al surplus di ferro introdotto con le trasfusioni e al diminuito uptake dello ione che si accumula nei tessuti. In questo caso è fortemente consigliata la terapia con deferoxamina.